# Ах, Нарцисс Каспар
Нарцисс Каспар Ах (нем. Narziß Kaspar Ach; 29 октября 1871, Эрмерсхаузен — 25 июля 1946, Мюнхен) — немецкий психолог. Представитель Вюрцбургской психологической школы, последователь Освальда Кюльпе.

## Биография
Учился в Вюрцбургском университете, затем стажировался в Гейдельберге у Эмиля Крепелина. Преподавал в унивебрситетах Вюрцбурга, Марбурга, Берлина, Кёнигсберга, Гёттингена.
Занимался, в основном, проблемой воли, сформулировав концепцию «детерминирующей тенденции» как её психологического механизма. Поставил несколько серий экспериментов, в которых посредством изощрённой методики «экспериментальной интроспекции» испытуемые рефлексировали и анализировали пошагово свой мыслительный процесс, выделяя в нём волевой импульс.
1930 он был членом Правления Deutsche практических психологов. В ноябре 1933 года он подписал декларацию немецких профессоров в поддержку Адольфа Гитлера. Приветствовал приход Гитлера к власти в работе «Детерминация и её значение для вождя» (нем. Die Determination und ihre Bedeutung für das Führerproblem). С 1938 года  — член Леопольдины.